# 基爾絲滕·德威特
基爾絲滕·德威特（荷蘭語：Kirsten de Wit，2004年3月16日—），荷蘭女子羽毛球運動員。於荷蘭漢恩大學攻讀財務管理。

## 球員生涯
基爾絲滕·德威特來自賓斯霍滕，受家中兄姊影響，七歲開始接受羽球訓練。入選U15國家隊後，德威特轉往阿尔梅勒羽球協會（荷蘭語：Badminton Vereniging Almere）訓練並在當地就學。曾經代表荷蘭參加2022年歐洲青年羽毛球錦標賽。
2022年，基爾絲滕·德威特與阿莉莎·蒂爾托森托諾搭檔參加國際賽。兩人在年尾舉行的匈牙利國際賽闖入四強，以及馬耳他國際賽奪冠。
2023年4月，德威特／蒂爾托森托諾在荷蘭國際賽晉級準決賽；5月，於盧森堡公開賽奪下搭檔以來第二冠。該年8月，德威特首度獲邀參加世界羽毛球錦標賽，與蒂爾托森托諾在女子雙打首輪賽事擊敗馬爾地夫組合，次輪因賽會第九種子本雅帕／倫塔卡恩姊妹退賽而晉級；在第三輪賽事以0比2（13-21、10-21）敗於第六種子張殊賢／鄭雨，止步16強。

## 主要比賽成績
只列出曾進入準決賽的國際賽事成績：
| 年份   | 賽事                     | 公開賽級別 | 項目     | 搭檔                | 成績   |
| ------ | ------------------------ | ---------- | -------- | ------------------- | ------ |
| 2022年 | 匈牙利羽毛球國際賽       | 國際系列賽 | 女子雙打 | 阿莉莎·蒂尔托森托诺 | 準決賽 |
| 2022年 | 馬耳他羽毛球國際賽       | 未來系列賽 | 女子雙打 | 阿莉莎·蒂尔托森托诺 | 冠軍   |
| 2023年 | 冰島羽毛球國際賽         | 未來系列賽 | 混合雙打 | Dyon van Wijlick    | 準決賽 |
| 2023年 | 荷蘭羽毛球國際賽         | 國際系列賽 | 女子雙打 | 阿莉莎·蒂尔托森托诺 | 準決賽 |
| 2023年 | 盧森堡羽毛球公開賽       | 國際系列賽 | 女子雙打 | 阿莉莎·蒂尔托森托诺 | 冠軍   |
| 2025年 | 冰島羽毛球國際賽         | 國際系列賽 | 女子雙打 | Meerte Loos         | 冠軍   |
| 2025年 | 冰島羽毛球國際賽         | 國際系列賽 | 混合雙打 | Aymeric Tores       | 亞軍   |
| 2025年 | 馬耳他羽毛球國際賽       | 未來系列賽 | 女子雙打 | Meerte Loos         | 亞軍   |
| 2025年 | 馬耳他羽毛球國際賽       | 未來系列賽 | 混合雙打 | David Eckerlin      | 準決賽 |
| 2025年 | 新亞奎丹羽毛球未來系列賽 | 未來系列賽 | 女子雙打 | Meerte Loos         | 準決賽 |
| 2025年 | 新亞奎丹羽毛球未來系列賽 | 未來系列賽 | 混合雙打 | David Eckerlin      | 準決賽 |

| 2018-2026年 | 總決賽 | 超級1000賽 | 超級750賽 | 超級500賽 | 超級300賽 | 超級100賽 | 國際挑戰賽 | 國際系列賽 | 未來系列賽 | 其他 |

### 奧運會和世錦賽參賽紀錄
|          | 搭檔                | 2023 |
| -------- | ------------------- | ---- |
| 女子雙打 | 阿莉莎·蒂尔托森托诺 | 16強 |

## 外部連結
- 基爾絲滕·德威特在BWFBadminton.com（英语）
- 基爾絲滕·德威特在BWF.TournamentSoftware.com（英语）
- 基爾絲滕·德威特在Flashscore（英语）